# Pálné Veres
Pálné Veres (née Hermin Beniczky en 1815 et morte en 1895) est une enseignante féministe hongroise, connue pour la promotion des droits des femmes, l'ouverture de la première école secondaire pour femmes en Hongrie et la fondation de l'Association nationale hongroise pour l'éducation des femmes. 

## Biographie
Pálné Veres est née le 13 décembre 1815 à Lázi, région qui fait partie de l'Empire autrichien. Son nom de naissance est Hermin Beniczky. Son père, Pál Beniczky, est un propriétaire foncier protestant d'une noble famille de Nograd. Sa mère Karolina Sturmann vient d'une famille devenue riche grâce au commerce. Márton Sturmann, le grand-père de Palné Veres est un patriote hongrois et protestant dévoué. Elle épouse Pál Veres. Elle s'installe à Pest. Elle rencontre et se lie d'amitié avec l'écrivain Imre Madách. Elle meurt  à Pest le 28 septembre 1895. 

## École pour filles
Pálné Veres, une érudite elle-même, fonde la première école d'enseignement secondaire pour filles en Hongrie en 1869. Sa philosophie est que les filles doivent apprendre à être autosuffisantes,  apprécier la culture tout en évitant le goût pour le luxe. Les filles doivent apprendre à être la représentante la plus directe de Dieu dans leur future vie conjugale et à incarner les idéaux chrétiens dans leur comportement .
L'école elle-même était divisée en 11 classes : quatre de niveau élémentaire, quatre de niveau intermédiaire et trois de niveau supérieur. Le programme des classes supérieures comprenait : l'enseignement religieux, langue hongroise, littérature hongroise, Esthétique, pédagogie, anthropologie et psychologie, logique, histoire de la civilisation, algèbre et géométrie; langue allemande, langue française, arts manuels, musique vocale et instrumentale, gymnastique, mathématiques et dessin . 
Pálné Veres est déçue du faible taux d'étudiantes pour le niveau supérieur. La haute bourgeoisie et les familles aristocratiques dont les élèves sont issues ne comprennent pas l'utilité pratique pour leurs filles de fréquenter l'école au-delà d'un certain âge. Les classes de niveau supérieur sont fréquentées par les jeunes femmes qui avaient l'intention de devenir elles-mêmes institutrices. Pálné Veres a réussi à influencer la haute bourgeoisie et l'aristocratie à reconnaître les avantages de l'éducation en général pour les enfants des deux sexes. 

## Hommages
- Une rue porte son nom à Budapest.
- Une sculpture est érigée en sa mémoire sur la place Erzsébet, à Budapest. Elle est restaurée en 2001. En 2007, elle est placée à l'angle nord de la rue Veres Pálné[4].
- The Dinner Party, œuvre de Judy Chicago, rend hommage à 1 038 personnalités féminines. Pálné Veres en fait partie.

## Élèves notables de l'école
- Klara Dan von Neumann (1911-1963), mathématicienne
- Eva Besnyő (1910-2003), photographe
- Klára Palánkay (1921-2007, mezzo-soprano